# Sveti Ivan Dobrinjski
 Sveti Ivan Dobrinjski  (olaszul: San Giovanni di Dobrigno) falu Horvátországban Tengermellék-Hegyvidék megyében. Közigazgatásilag Dobrinjhoz tartozik.

## Fekvése
Krk belsejében, községközpontjától 2 km-re nyugatra fekszik.

## Története
A település keletkezési ideje nem ismert, de nyilvánvalóan régebbi eredetű. Keresztelő Szent János templomát már 1576-ban említik, ami valószínűsíti, hogy akkor már a falu is létezett. 
A sziget 1480-tól Velencei Köztársasághoz tartozott. 1780-ban még a dobrinji plébánia egyik legnagyobb települése volt. A napóleoni háborúk egyik következménye a 18. század végén a Velencei Köztársaság megszűnése volt. Napóleon bukása után Krk is osztrák kézre került, majd a 19. század folyamán osztrák uralom alatt állt. 1867-től 1918-ig az Osztrák-Magyar Monarchia része volt. 1857-ben 237, 1910-ben 200 lakosa volt. Az Osztrák–Magyar Monarchia bukását rövid olasz uralom követte, majd a település a Szerb–Horvát–Szlovén Királyság része lett. A második világháború idején előbb olasz, majd német csapatok szállták meg. A háborút követően újra Jugoszlávia, majd az önálló horvát állam része lett. 2011-ben 41 lakosa volt.

## Nevezetességei
Keresztelő Szent János tiszteletére szentelt templomát már 1576-ban említik építési ideje nem ismert. 1938-ban a régi templomot lebontották, a helyére építették a mai nagyobb templomot.

## Lakosság
| Lakosság változása | Lakosság változása | Lakosság változása | Lakosság változása | Lakosság változása | Lakosság változása | Lakosság változása | Lakosság változása | Lakosság változása | Lakosság változása | Lakosság változása | Lakosság változása | Lakosság változása | Lakosság változása | Lakosság változása | Lakosság változása |
| ------------------ | ------------------ | ------------------ | ------------------ | ------------------ | ------------------ | ------------------ | ------------------ | ------------------ | ------------------ | ------------------ | ------------------ | ------------------ | ------------------ | ------------------ | ------------------ |
| 1857               | 1869               | 1880               | 1890               | 1900               | 1910               | 1921               | 1931               | 1948               | 1953               | 1961               | 1971               | 1981               | 1991               | 2001               | 2011               |
| 237                | 261                | 246                | 165                | 182                | 200                | 196                | 166                | 119                | 119                | 101                | 71                 | 57                 | 42                 | 34                 | 41                 |